# NGC 3641
NGC 3641 este o galaxie eliptică situată în constelația Leul. A fost descoperită în 22 martie 1865 de către Albert Marth. Se află la o distanță de 27,04 de megaparseci de Pământ.